# Championnats du monde de tir à l'arc 2021
Navigation
Édition précédente Édition suivante
Les championnats du monde de tir à l'arc 2021 sont une compétition sportive de tir à l'arc qui est organisée en 2021 à Yankton, au Dakota du Sud aux États-Unis. Il s'agit de la 51e édition des championnats du monde de tir à l'arc.

## Résultats

### Arc classique
| Épreuves                 | Or                                               | Argent                                               | Bronze                                                  |
| ------------------------ | ------------------------------------------------ | ---------------------------------------------------- | ------------------------------------------------------- |
| Format individuel hommes | Kim Woo-jin                                      | Marcus D'Almeida                                     | Brady Ellison                                           |
| Format individuel femmes | Jang Min-hee                                     | Casey Kaufhold                                       | An San                                                  |
| Format par équipe hommes | Corée du Sud Oh Jin-hyek Kim Je-deok Kim Woo-jin | États-Unis Matthew Nofel Jack Williams Brady Ellison | Taipei chinois Wei Chun-heng Yu Guan-lin Hung Cheng-hao |
| Format par équipe femmes | Corée du Sud Kang Chae-young An San Jang Min-hee | Mexique Ana Vasquez Aida Roman Alejandra Valencia    | France Mélodie Richard Caroline Lopez Lisa Barbelin     |
| Format par équipe mixte  | Corée du Sud An San Kim Woo-jin                  | FRT Elena Osipova Galsan Bazarzhapov                 | Turquie Yasemin Anagöz Mete Gazoz                       |

### À poulie
| Épreuves                 | Or                                                   | Argent                                               | Bronze                                                       |
| ------------------------ | ---------------------------------------------------- | ---------------------------------------------------- | ------------------------------------------------------------ |
| Format individuel hommes | Nico Wiener                                          | Mike Schloesser                                      | Robin Jaatma                                                 |
| Format individuel femmes | Sara López                                           | Jyothi Surekha Vennam                                | Andrea Becerra                                               |
| Format par équipe hommes | États-Unis James Lutz Braden Gellenthien Kris Schaff | Mexique Antonio Hidalgo Miguel Becerra Uriel Olvera  | Autriche Nico Wiener Stefan Heincz Michael Matzner           |
| Format par équipe femmes | Colombie Nora Valdez Alejandra Usquiano Sara López   | Inde Jyothi Surekha Vennam Muskan Kirar Priya Gurjar | États-Unis Linda Ochoa-Anderson Makenna Proctor Paige Pearce |
| Format par équipe mixte  | Colombie Daniel Muñoz Sara López                     | Inde Jyothi Surekha Vennam Abhishek Verma            | Corée du Sud Kim Jong-ho Kim Yun-hee                         |

### Tableau des médailles
- Pays organisateur

| Rang  | Nation         | Or | Argent | Bronze | Total |
| ----- | -------------- | -- | ------ | ------ | ----- |
| 1     | Corée du Sud   | 5  | 0      | 2      | 7     |
| 2     | Colombie       | 3  | 0      | 0      | 3     |
| 3     | États-Unis     | 1  | 2      | 2      | 5     |
| 4     | Autriche       | 1  | 0      | 1      | 2     |
| 5     | Inde           | 0  | 3      | 0      | 3     |
| 6     | Mexique        | 0  | 2      | 1      | 3     |
| 7     | Brésil         | 0  | 1      | 0      | 1     |
| 7     | Pays-Bas       | 0  | 1      | 0      | 1     |
| 7     | FRT            | 0  | 1      | 0      | 1     |
| 10    | Estonie        | 0  | 0      | 1      | 1     |
| 10    | France         | 0  | 0      | 1      | 1     |
| 10    | Taipei chinois | 0  | 0      | 1      | 1     |
| 10    | Turquie        | 0  | 0      | 1      | 1     |
| Total | Total          | 10 | 10     | 10     | 30    |